# Samuel Kirkland Lothrop
Samuel Kirkland Lothrop (1892–1965) fue un arqueólogo y antropólogo que se especializó en estudios sobre Centro y Sudamérica. Su obra de 1926 Pottery of Costa Rica and Nicaragua (Cerámica de Costa Rica y Nicaragua, 2 volúmenes), basada en su disertación doctoral en antropología en la Universidad de Harvard, está considerado como un estudio pionero en su campo.  Durante toda su vida laboral, Lothrop fue investigador asociado del Museo Peabody de Arqueología y Etnología de Harvard, e hizo varias contribuciones basadas en trabajo de campo, análisis de laboratorio, y evaluaciones de colecciones privadas y públicas enfocadas en América Central y del Sur. Es célebre por sus excavaciones arqueológicas en Argentina y Chile así como investigaciones sobre los contextos arqueológicos de las esferas de piedra de Costa Rica. Lothrop es también conocido por su investigación sobre las artesanías en oro y otros artefactos de Costa Rica, la provincia de Veraguas de Panamá, y el cenote sagrado en Chichen Itzá, Yucatán, México.

## Primeros años
Lothrop era descendiente de su tocayo, el prominente religioso unitario Samuel Kirkland Lothrop. Nació en Milton, Massachusetts, el 6 de julio de 1892, hijo de William y Alice Lothrop. Su niñez estuvo compartida entre Massachusetts y Puerto Rico. El interés de Lothrop por Latinoamérica pudo haber surgido en su niñez en Puerto Rico, donde su padre trabajó como banquero con intereses en la industria azucarera.

### Educación
Lothrop comenzó su educación en un internado en Groton, Massachusetts. Entró a la Universidad de Harvard en 1911, donde completó sus estudios de pregrado en 1915. El año previo a su graduación contrajo nupcias con Rachel Warren. Posteriormente realizó estudios de posgrado en Harvard, en los campos de antropología y arqueología. Viajó extensamente por toda América Central como investigador asociado del Museo Peabody, excavando varias áreas y estudiando colecciones. Sus viajes y excavaciones se vieron interrumpidos por la irrupción de la Primera Guerra Mundial, donde Lothrop sirvió en inteligencia militar. Después de la guerra, regresó a su trabajo de licenciado, finalmente ganando su Ph.D. con una disertación doctoral,  una versión de la cual fue publicada en 1926 como Pottery of Costa Rica and Nicaragua.

## Carrera militar
Lothrop estuvo comprometido en acciones de espionaje para los Estados Unidos antes y durante la Primera Guerra Mundial, y para la Oficina de Servicios Estratégicos antes y durante la Segunda Guerra Mundial. La utilización de antropólogos para recolección de datos de inteligencia militar era una práctica creciente en ese tiempo, debido a su capacidad de observar prácticas culturales así como identificar estrategias de guerra, sin mencionar el hecho que podrían utilizar sus carreras como una fachada para la labor de recolección de información. Durante la duración de la Segunda Guerra Mundial, Lothrop no excavó más, debido al tiempo que gastó trabajando para el ejército. Su posición militar, con todo, le dio la oportunidad de viajar mientras componía notas sobre diversos sitios.

## Carrera

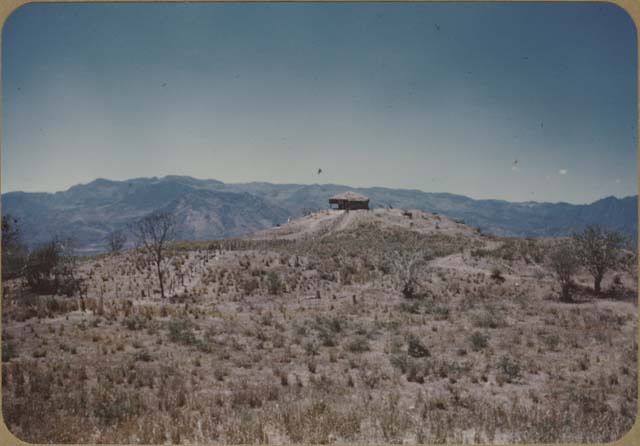
Vista a la estructura 101 también llamado "El Cerrito" en el sitio arqueológico Yarumela, Honduras. Donde el Lothrop llevó a cabo unas excavaciones en el país centroamericano.

Después de completar sus estudios de doctorado, Lothrop trabajó realizando excavaciones de campo en Yucatán y Guatemala contratado por la División de Historia de Carnegie. Su investigación resultó en la publicación en 1924 de la monografía de su mapeo de las ruinas mayas de Tulum. Desde 1924 y hasta el fin del colapso bursátil de 1929, Samuel Kirkland Lothrop fue empleado por el Museo del Indio Americano. Fue también durante 1929 que se casó con su segunda mujer, Eleanor Bachman, de Filadelfia. Su trabajo mientras trabajaba para el museo se centró también en Latinoamérica, y durante ese tiempo estableció una relación con Fernando Márquez Miranda. Fue a través de esta relación que Lothrop era uno de los pocos extranjeros a quienes se les autorizó conducir excavaciones en territorio argentino.

### Excavaciones notables

#### Sitio Conte
En los años 1930, después del cierre del museo, Lothrop regresó al Museo Peabody como director de campo del Sitio Conte en Panamá central. Antes de su retorno, el Peabody había adquirido una colección de las joyas excavadas de un sitio de entierro. Después de obtener permiso del gobierno y el propietario del terreno, el museo excavó el sitio durante las estaciones secas entre 1930 y 1933.

#### Esferas de piedra de Costa Rica

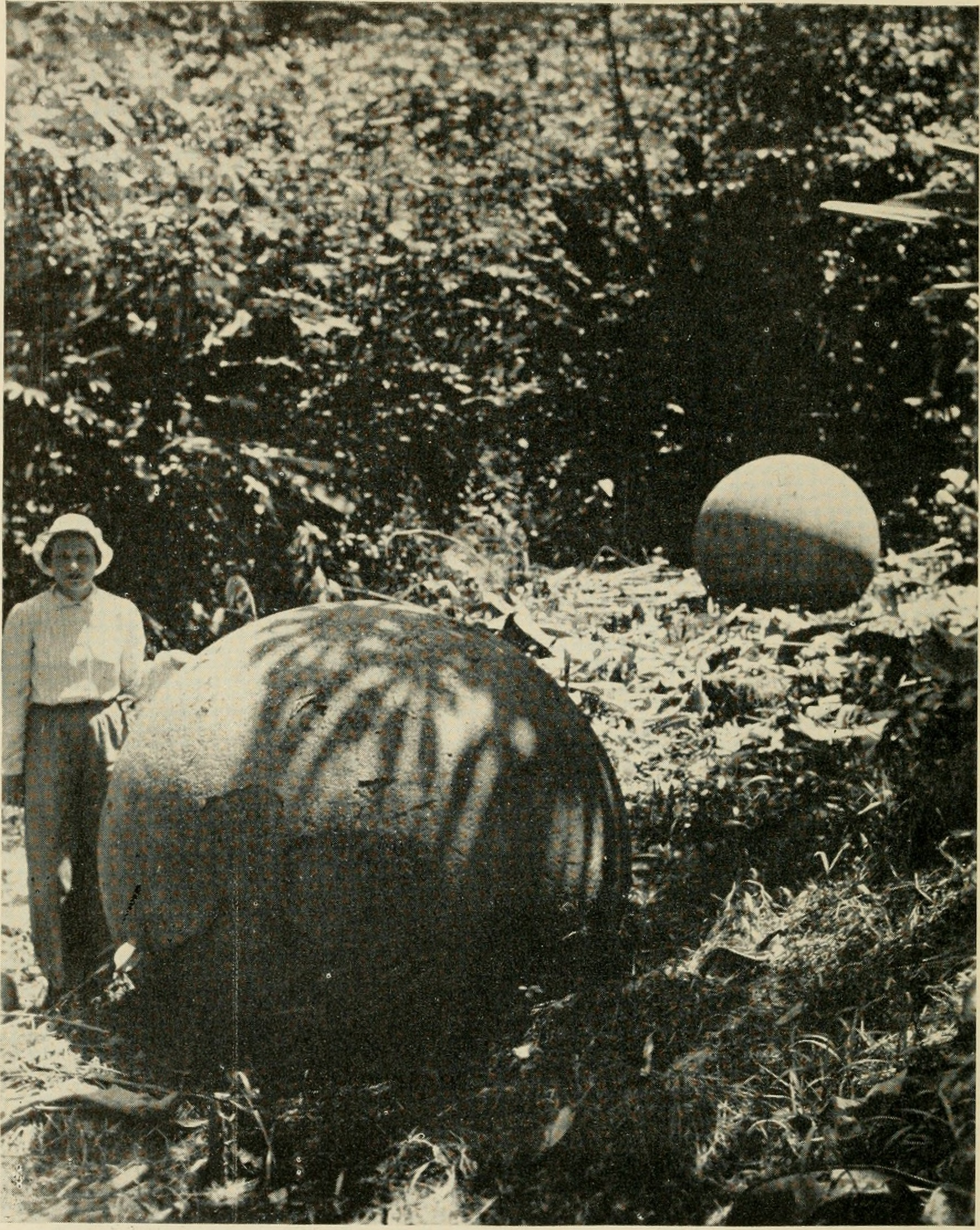
Excavaciones llevadas a cabo en Costa Rica en 1948.

En 1943 a través de una publicación de American Antiquity realizada por Doris Stone, Lothrop primero encontró las misteriosas esferas de piedra costarricenses. En 1948 él y su mujer se conocieron con Stone y ella colaboró con ellos, instalándolos con un sitio para excavar. Las esferas de piedra son un tema de discusión científica, respecto a cómo estos objetos fueron formados y por quiénes. La investigación de Lothrop resultó en la teoría que las esferas fueron colocadas en alineaciones astronómicamente significativas.  Durante su investigación, Lothrop registró 186 pelotas, tal como se reporta en su publicación de 1963, Archaeology of the Diquís Delta. Lothrop determinó que las esferas fueron formadas a lo largo de muchos siglos, sugiriendo una práctica cultural y una continuidad sobre un periodo extendido de tiempo. Sus conclusiones estuvieron basadas sobre el análisis detallado de los tipos de cerámica.

## Reconocimientos notables
Samuel Kirkland Lothrop continuó trabajando en terreno hasta su muerte en 1965. A raíz de sus numerosas publicaciones y contribuciones a la disciplina fue receptor de diversos honores, medallas y premios. Lothrop fue citado por la Sociedad para la Arqueología Americana en 1960. También recibió el premio Loubat otorgado por la Universidad de Columbia, la Medalla Alfred Kidder Vincent de la Sociedad para la Arqueología Americana y la Medalla Conmemorativa Huxley del Real Instituto Antropológico de Gran Bretaña.